# Домашний каталог
Домашний каталог — это личный каталог пользователя в операционной системе, где находятся его данные, настройки и т. д.
Название и расположение домашнего каталога зависит от типа операционной системы, например, в Microsoft Windows он находится в каталоге Users (в Windows XP — Documents and Settings), а в Linux — в каталоге /home, и имеет название, соответствующее имени пользователя системы.
Например,
C:\Users\Маша для Windows
или
/home/masha для UNIX-систем.

## В различных операционных системах
| Система                             | Путь                                                                                     | Переменная                                              |
| ----------------------------------- | ---------------------------------------------------------------------------------------- | ------------------------------------------------------- |
| Microsoft Windows NT                | <root>\WINNT\Profiles\<username>                                                         | %UserProfile%                                           |
| Microsoft Windows 2000, XP and 2003 | <root>\Documents and Settings\<username>                                                 | %UserProfile%                                           |
| Microsoft Windows Vista and 7       | <root>\Users\<username>                                                                  | %UserProfile%                                           |
| Unix-Based                          | <root>/home/<username>                                                                   | $HOME и ~/                                              |
| Unix-Derived                        | /var/users/<username> /u01/<username> /usr/<username> /user/<username> /users/<username> | $HOME и ~/                                              |
| SunOS / Solaris                     | /export/home/<username>                                                                  | $HOME и ~/                                              |
| Linux (FHS)                         | /home/<username>                                                                         | $HOME и ~/                                              |
| AT&T Unix (оригинальная версия)     | <root>/usr/<username>                                                                    | $HOME                                                   |
| Mac OS X                            | /Users/<username>                                                                        | $HOME и ~/, и путь к домашнему каталогу (в AppleScript) |
| OpenVMS                             | <device>:[<username>]                                                                    | SYS$LOGIN                                               |

## В Unix-подобных операционных системах
В Unix-подобных операционных системах по умолчанию домашние каталоги пользователей расположены в каталоге /home (от англ. home — дом, домашний). В домашних каталогах хранятся документы и настройки пользователя. Разделение на системные (например, /etc, /bin) и пользовательские каталоги необходимо в основном для упрощения резервного копирования и безопасности.
Домашние каталоги пользователей определяются в файле /etc/passwd. Пример:
```
nataly:x:1001:1001::/home/nataly:/bin/bash
```

В этом примере пользователю nataly назначен домашний каталог /home/nataly.
Структура внутри каталога /home может быть различной. Например, если на сервере хранится много домашних каталогов, то имеет смысл размещать их в подкаталогах первой буквы имени пользователя (/home/n/nataly).
Каталог /home удобно располагать на отдельном разделе жёсткого диска, когда на компьютере установлено несколько Unix-подобных ОС; в этом случае каждая ОС монтирует этот раздел в /home.
Ubuntu и некоторые другие дистрибутивы Linux предлагают возможности по шифрованию домашних каталогов (используя Ecryptfs), в том числе в процессе установки системы.

### Пример
```
ml@lantern /home $ ls -l
total 8
drwxr-xr-x  26   nataly  nataly  872   2008-08-06 21:22  nataly
drwxr-xr-x  148  ml      ml      7224  2008-08-29 12:13  ml
```

Как видно из примера, этот /home содержит в себе две домашние каталоги двух разных пользователей — ml и nataly. Причём у каждого из этих каталогов соответствующие идентификатор пользователя (UID) и идентификатор группы (GID). Это означает, что ml не может попасть в домашний каталог nataly и наоборот. Если только на каталоге не установить режим (chmod), который позволит чтение всем, а не только владельцу и группе.

### /root
Домашний каталог суперпользователя (root) находится в /root, а не в /home/root. Это сделано для повышения надёжности системы: в подавляющем большинстве случаев каталог /home находится на отдельном диске, если же его файловая система будет повреждена, вход в систему и восстановление будут сильно затруднены. Учётная запись root используется для администрирования системы, поэтому /root обычно располагается на том же разделе, где и система (домашний каталог пользователя root обычно не содержит представляющих ценность личных файлов).